# Рождение нации (фильм, 2016)
«Рождение нации» (англ. The Birth of a Nation) — американский исторический кинофильм о восстании афроамериканских рабов в штате Вирджиния 21 августа 1831 года под руководством Нэта Тёрнера, в результате которого погибло 60 белых людей и по меньшей мере 100 чёрных рабов. Премьера состоялась на кинофестивале Сандэнс 25 января 2016 года.
Роль Тёрнера в фильме играет Нэйт Паркер, который также является его режиссёром и сценаристом. В фильме также задействован актёрский ансамбль, включающий Онжаню Эллис в роли Нэнси Тёрнер, матери Нэта, Габриэль Юнион в роли его жены, Арми Хаммер в роли рабовладельца Самуэля Тёрнера, а также Колман Доминго, Аджа Наоми Кинг и Пенелопа Энн Миллер.

## Сюжет
В 1809 году на плантации в округе Саутгемптон, Вирджиния, работает Нат Тернер - молодой мальчик-раб. Из-за нехватки еды для их детей отец Ната, Айзек, однажды ночью отваживается украсть что-нибудь поесть для своего сына. Однако его задерживает отряд, возглавляемый ловцом рабов Рэймондом Коббом. Когда Кобб пытается казнить Айзека, тот убивает одного из членов отряда и убегает. Вернувшись домой, Айзек сообщает своей семье о случившемся и необходимости своего немедленного отъезда. Перед уходом он делится последним разговором с Натом, подчеркивая, что он «дитя Божье», у которого есть цель. Когда Кобб прибывает и расспрашивает семью Айзека о его местонахождении, они хранят молчание. Бенджамин Тернер, владелец фермы, вмешивается и прогоняет Кобба прочь, прежде чем тот впадет в ярость.
Элизабет Тернер, жена Бенджамина, обнаруживает у Ната базовые навыки чтения и начинает обучать его, в основном используя Библию. Она даже устраивает так, чтобы Нат читал Священные Писания во время церковных собраний. Однако незадолго до предполагаемой смерти Бенджамина от туберкулеза он приказывает своей жене прекратить обучение Ната и направить его работать батраком. Став взрослым, Нат продолжает трудиться на хлопковых полях, одновременно проповедуя и читая Священные Писания своим товарищам-рабам. Самуэль Тернер, сын Бенджамина, наследует право собственности на плантацию.
Во время аукциона рабов Нат влюбляется в Черри, рабыню, выставленную на продажу. Он убеждает Самуэля купить ее в качестве свадебного подарка сестре Самуэля, Кэтрин Тернер. Нат и Черри влюбляются, женятся, и у них рождается дочь. Из-за ухудшения экономических условий на Юге и низких цен на урожай многие рабовладельцы с трудом прокармливают своих рабов и опасаются потенциальных восстаний. Преподобный Уолтхэлл предлагает Самуэлю соглашение: если Самуэль отправится с Натом на различные плантации, где Нат сможет проповедовать рабам, они получат существенную компенсацию от других владельцев плантаций. Намерение состоит в том, чтобы успокоить рабов и убедить их, что Библия оправдывает их терпимость к обстоятельствам. Самуэль, нуждающийся в деньгах, неохотно соглашается.
Во время своих посещений различных плантаций Нат и Самуэль наблюдают истощенных и отчаявшихся рабов, а также случаи ужасающего жестокого обращения со стороны их владельцев. После смерти своей бабушки Нат решает восстать против рабовладельцев. Он проводит тайную встречу с избранной группой доверенных товарищей-рабов, включая мальчика с другой плантации, и готовит их к восстанию. Нат также доверяет Черри, которая все еще оправляется от жестокого избиения, добиваясь ее одобрения запланированного восстания.
Под покровом темноты Нат и другой раб проникают в дом своих владельцев и убивают Самуэля и управляющего. Затем они собирают других рабов на плантации, и большинство из них присоединяются к их делу. В течение ночи они захватывают контроль над несколькими другими плантациями, убивая рабовладельцев. Во время одного захвата они понимают, что мальчик пропал. Вскоре после этого они попадают в засаду группы белых мужчин, предупрежденных мальчиком, и вынуждены отступить. На следующее утро они отправляются в Кортленд, чтобы раздобыть оружие. Они снова сталкиваются с группой белых людей во главе с Коббом, но им удается одолеть их, и Нат лично убивает Кобба. Однако их надежды рушатся, когда они обнаруживают пустой арсенал. На них стремительно нападают солдаты, в результате чего погибают все рабы, кроме Ната, который убегает.
На тайной встрече с Черри Нат узнает об ответном убийстве невинных рабов и потенциальной возможности еще большего кровопролития, пока он остается в бегах. После этого Нат решает сдаться и приговаривается к смерти. Во время повешения Нат замечает в толпе мальчика-раба, который предал их группу, но он не питает к нему недоброжелательства. Фильм завершается переходом от заплаканного лица мальчика к лицу взрослого солдата, предположительно того же самого мальчика, который теперь вырос и сражается за Армию Союза во время гражданской войны в Америке.

## Актёры и персонажи
Рабовладельцы
- Самуэль «Сэм» Тёрнер (Арми Хаммер)
- Элизабет Тёрнер (Пенелопа Энн Миллер)
- Кэтрин Тёрнер (Кэти Гарфилд)
- Джозеф Рэндалл (Джейсон Стюарт)

Рабы
- Нет Тёрнер  (Нэйт Паркер)
- Нэнси Тёрнер  (Онжаню Эллис)
- Айзек Тёрнер  (Дуайт Генри)
- Харк Тёрнер  (Колман Доминго)
- Черри  (Аджа Наоми Кинг)
- Эстер  (Габриэль Юнион)
- Исайя  (Роджер Гуэнвёр Смит)

Прочие
- Рэймонд Кобб (Джеки Эрл Хейли)
- преподобный Уолтхэлл (Марк Бун младший)

## Производство
В 2014 году Нэйт Паркер объявил, что разрабатывает кинофильм о Нэте Тёрнере. Фильм был назван в качестве ироничной отсылки к расистскому фильму 1915 года «Рождение нации». 12 ноября 2014 года, было объявлено, что Арми Хаммер будет играть роль Самуэля Тёрнера, рабовладельца и основного злодея в фильме. 9 апреля 2015 года к фильму присоединились Аджа Наоми Кинг, Онжаню Эллис, Колман Доминго, Дуайт Генри, Роджер Генвер Смит и Габриэль Юнион. 8 мая к фильму присоединилась Пенелопа Энн Миллер в роли доброй белой женщины и матери Самуэля, а 15 мая Кэти Гарфилд получила роль её дочери. 27 мая было объявлено, что к фильму также присоединились Джеки Эрл Хейли и Марк Бун младший, а 6 июня Джейсон Стюарт получил роль одного из рабовладельцев.
Основные съёмки фильма проходили начиная с 11 мая 2015 года в Саванне, штат Джорджия.